# ابوالحسن ثالث

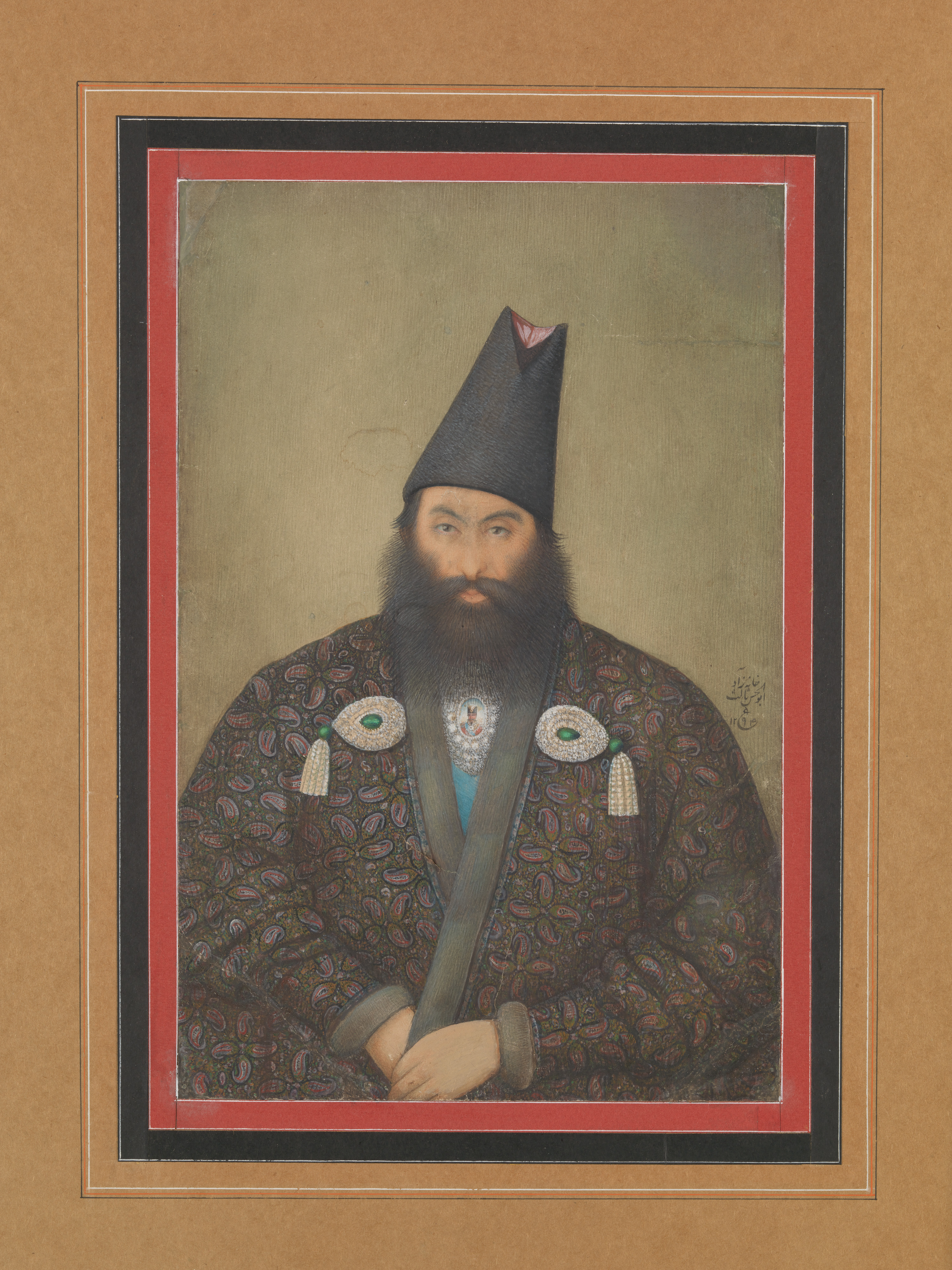
چهره‌نگاری دولتمرد قاجاری، اثر ابوالحسن ثالث (یحیی غفاری)، آبرنگ و مرکب روی کاغذ، ۱۲۹۴ ق.، مجموعه موزه متروپولیتن. شماره شناسائی اثر در موزه: ۲۰۱۶.۷۳۰

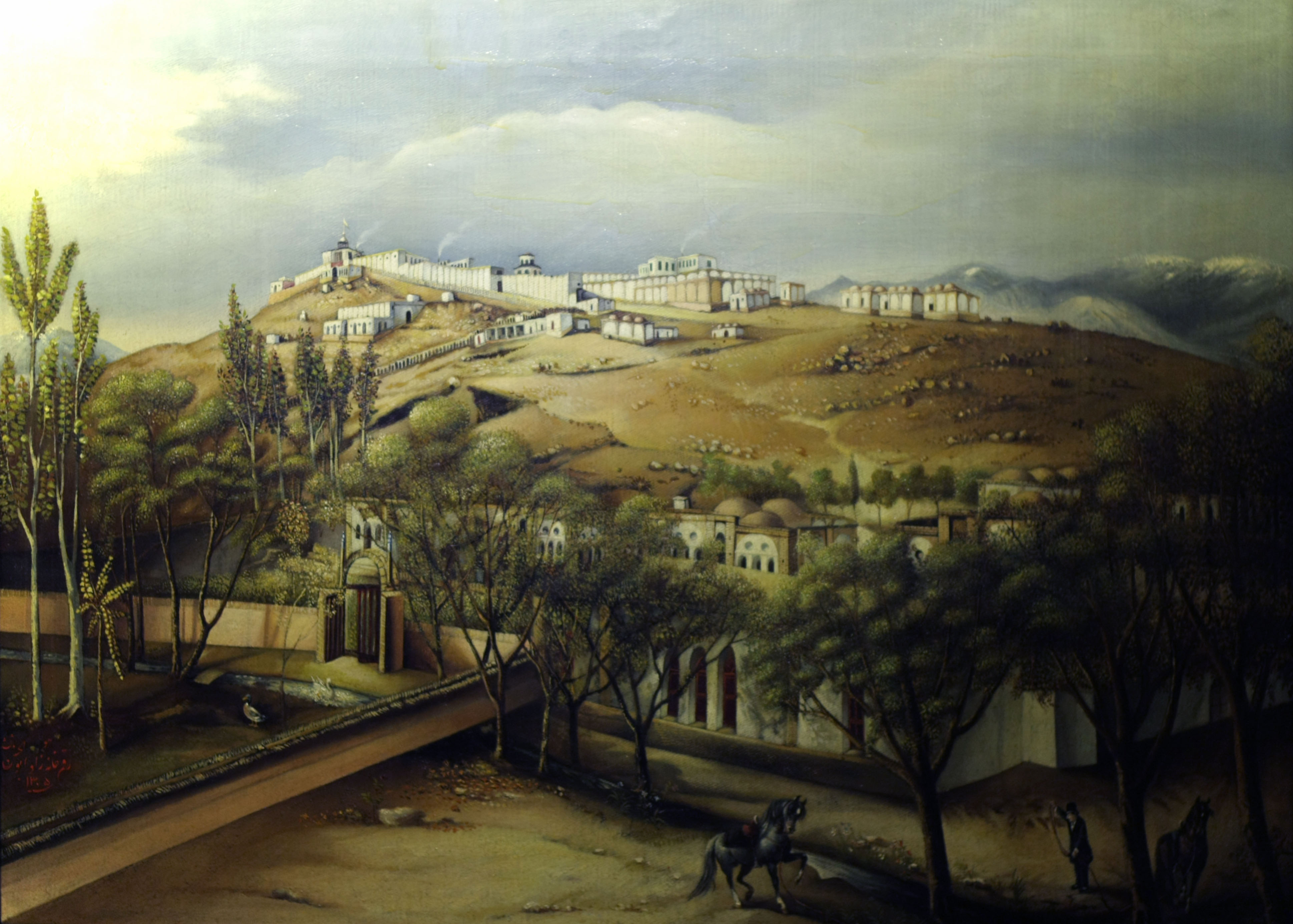
دوشان‌تپه

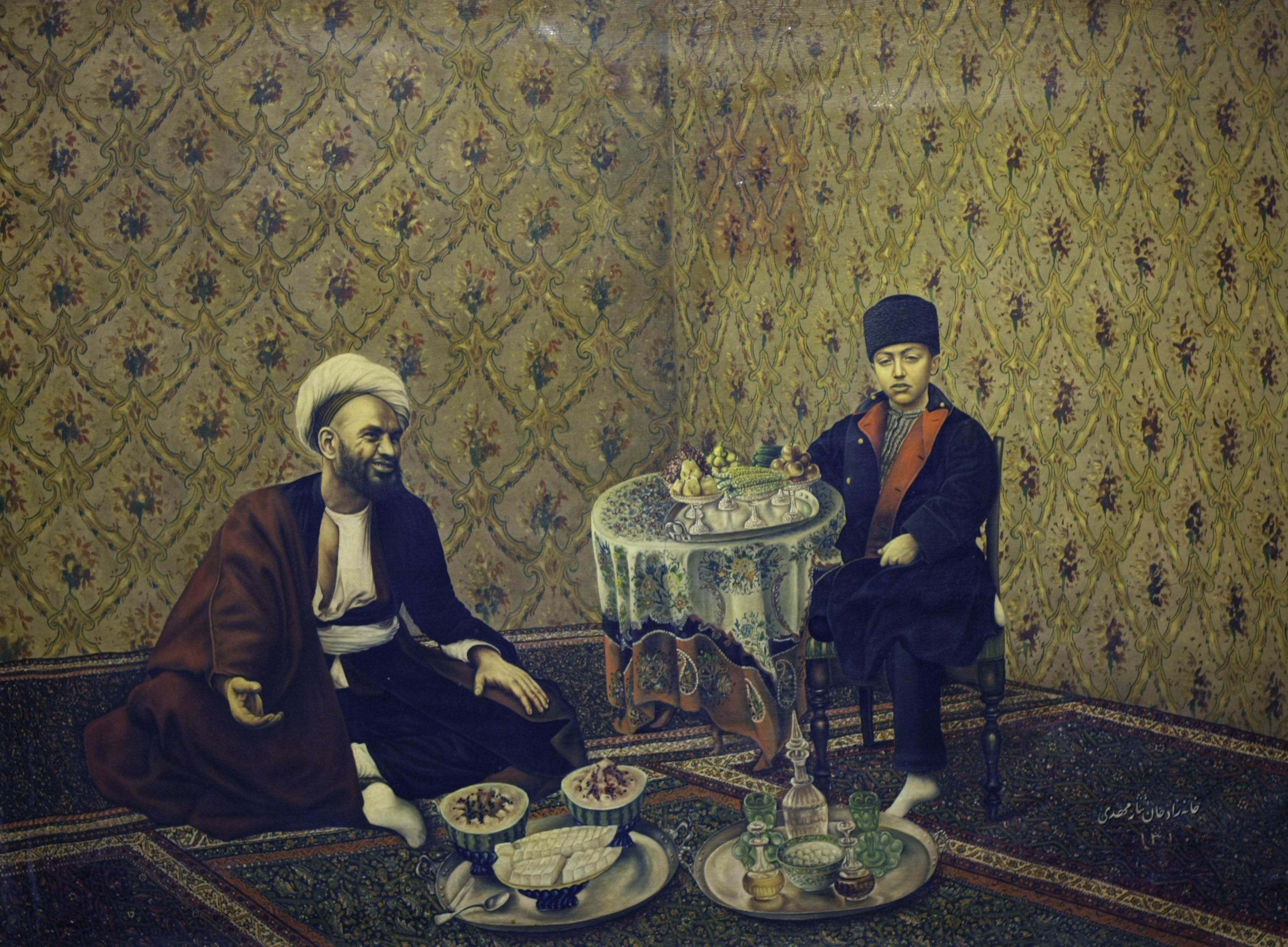
ملیجک

ابوالحسن ثالث یا یحیی‌خان غفاری، فرزند صنیع‌الملک، از نقاشان دوره قاجار و عصر ناصری و مظفری و  از خاندان هنرمند غفاری بود که چندین نسل از آن‌ها در هنر نقاشی و نگارگری فعالیت داشتند. نام اصلی او یحیی غفاری، مشهور به یحیی‌خان غفاری بوده است. 

## زندگی

### لقب ابوالحسن ثالث
درباره نام ابوالحسن ثالث، مشهور است که به دلیل شباهتش به پدر و علاقه ناصرالدین‌شاه به صنیع‌الملک، از سوی شاه لقب ابوالحسن ثالث گرفت تا ادامه‌دهنده سنت و میراث نقاشی در این خانواده باشد. پیش از او، ابوالحسن مستوفی غفاری را ابوالحسن اول و صنیع‌الملک، پدر یحیی‌خان را ابوالحسن ثانی می‌خواندند.

### وفات
تاریخ دقیق تولد و مرگ او معلوم نیست اما بر اساس شواهد و مستندات او تا سال ۱۳۲۴ ق. زنده بوده است. در بانک اطلاعات موزه متروپولیتن هم تاریخ مرگ او بین سالهای ۱۲۷۳ تا ۱۲۸۴ خورشیدی اعلام شده است که با تاریخ فوق همخوانی دارد.

### واقعه مرگ میرزا ابوتراب غفاری
یکی از وقایع مهم زندگی ابوالحسن ثالث مربوط به خودکشی میرزا ابوتراب غفاری در خانه‌ او بوده است. گفته شده که ابوالحسن ثالث در نجات وی اهمال کرد. برخی منابع دلیل این رفتار را حسادت او به استعداد هنری میرزا ابوتراب دانسته‌اند. او تا زمان مظفرالدین‌شاه زندگی کرد و آثار و فعالیت‌هایش بخشی از میراث هنری دوره قاجار را شکل داد.

## سبک هنری
ابوالحسن ثالث شاگرد پدر بود و به نقاشی‌های آبرنگ و رنگ روغن شهرت داشت؛ علاوه بر مهارت در این سبک‌ها، به رونگاری از آثار نقاشان دوره رنسانس نیز علاقه‌مند بود. آثار باقی‌مانده از او شامل نقاشی‌های منظره و تابلوهای رنگ روغن است که نشان از تأثیرپذیری او از هنر غربی و در عین حال حفظ ریشه‌های هنری ایرانی دارد.